# Théâtre des Célestins (Lió)
El Théâtre des Célestins és un edifici teatral a la italiana ubicat en el número 4 del carrer Charles Dullin de Lió. És l'únic de França, conjuntament amb la Comédie-Française i el Théâtre de l'Odéon de París que pot celebrar més de dos segles d'història. Fou construït el 1792 i en dues ocasions fou arrasat pel foc (1871 i 1880). El teatre està construït damunt el cor de l'antiga església dels Célestins.